# مصافي عدن
مصافي عدن  نظراً للأهمية الإستراتيجية لموقع عدن، فقد برزت فكرة إقامة المصفاة في عدن عام 1952م وقد أستكمل بنائها عام 1954م من قبل «شركة الزيت البريطانية» بي بي (BP) بطاقة 170 ألف برميل / اليوم (8.5) مليون طن متري سنوياً، آلت ملكيتها إلى الدولة عام 1977م، ويجري تشغيلها بكوادر يمنية.
ورغم قدم المصفاة (54) عاماً فإنها لا زالت تعمل بكفاءة جيدة، نظراً للصيانة المستمرة لها، تقوم بتكرير حوالي (100) ألف برميل / اليوم، ونظراً لتأرجح الطاقة التكريرية من عام إلى آخر، يستدعي الإستيراد لبعض المشتقات النفطية خاصة (الديزل، المازوت) للإستهلاك المحلي من الخارج.